# Eleições legislativas portuguesas de 1983 no distrito do Porto
| Eleições legislativas portuguesas de 1983 Distritos: Aveiro \| Beja \| Braga \| Bragança \| Castelo Branco \| Coimbra \| Évora \| Faro \| Guarda \| Leiria \| Lisboa \| Portalegre \| Porto \| Santarém \| Setúbal \| Viana do Castelo \| Vila Real \| Viseu \| Açores \| Madeira \| Estrangeiro |

## Resultados por Concelho
Os resultados nos concelhos do Distrito do Porto foram os seguintes:

### Amarante
| Partido                 | Partido                     | Votos  | %               | +/-   |
| ----------------------- | --------------------------- | ------ | --------------- | ----- |
|                         | Partido Socialista          | 11 683 | 44,38 / 100,00  | 12,72 |
|                         | Partido Social Democrata    | 9 199  | 34,94 / 100,00  | -     |
|                         | Centro Democrático e Social | 1 993  | 7,57 / 100,00   | -     |
|                         | Aliança Povo Unido          | 1 642  | 6,24 / 100,00   | 0,22  |
|                         | UDP-PSR                     | 293    | 1,11 / 100,00   | 2,36  |
|                         | Outros                      | 1 084  | 3,01 / 100,00   |       |
| Votos Inválidos         | Votos Inválidos             | 726    | 2,76 / 100,00   | 0,66  |
| Total                   | Total                       | 26 327 | 100,00 / 100,00 |       |
| Eleitorado/Participação | Eleitorado/Participação     | 34 271 | 76,82 / 100,00  | 7,09  |

### Baião
| Partido                 | Partido                                | Votos  | %               | +/-   |
| ----------------------- | -------------------------------------- | ------ | --------------- | ----- |
|                         | Partido Socialista                     | 5 823  | 51,89 / 100,00  | 12,84 |
|                         | Partido Social Democrata               | 2 687  | 23,95 / 100,00  | -     |
|                         | Centro Democrático e Social            | 1 075  | 9,58 / 100,00   | -     |
|                         | Aliança Povo Unido                     | 751    | 6,69 / 100,00   | 0,77  |
|                         | Partido Operário de Unidade Socialista | 123    | 1,10 / 100,00   | 1,85  |
|                         | Outros                                 | 312    | 2,78 / 100,00   |       |
| Votos Inválidos         | Votos Inválidos                        | 450    | 4,01 / 100,00   | 0,73  |
| Total                   | Total                                  | 11 221 | 100,00 / 100,00 |       |
| Eleitorado/Participação | Eleitorado/Participação                | 16 950 | 66,20 / 100,00  | 11,06 |

### Felgueiras
| Partido                 | Partido                      | Votos  | %               | +/-   |
| ----------------------- | ---------------------------- | ------ | --------------- | ----- |
|                         | Partido Socialista           | 11 492 | 47,30 / 100,00  | 13,17 |
|                         | Partido Social Democrata     | 5 869  | 24,16 / 100,00  | -     |
|                         | Centro Democrático e Social  | 3 810  | 15,68 / 100,00  | -     |
|                         | Aliança Povo Unido           | 1 640  | 6,75 / 100,00   | 0,56  |
|                         | Partido da Democracia Cristã | 257    | 1,06 / 100,00   | 0,88  |
|                         | Outros                       | 637    | 2,63 / 100,00   |       |
| Votos Inválidos         | Votos Inválidos              | 589    | 2,43 / 100,00   | 0,77  |
| Total                   | Total                        | 24 294 | 100,00 / 100,00 |       |
| Eleitorado/Participação | Eleitorado/Participação      | 30 732 | 79,05 / 100,00  | 9,98  |

### Gondomar
| Partido                 | Partido                     | Votos  | %               | +/-  |
| ----------------------- | --------------------------- | ------ | --------------- | ---- |
|                         | Partido Socialista          | 32 483 | 42,91 / 100,00  | 7,40 |
|                         | Partido Social Democrata    | 18 542 | 24,50 / 100,00  | -    |
|                         | Aliança Povo Unido          | 15 125 | 19,98 / 100,00  | 2,17 |
|                         | Centro Democrático e Social | 6 245  | 8,25 / 100,00   | -    |
|                         | Outros                      | 1 899  | 2,51 / 100,00   |      |
| Votos Inválidos         | Votos Inválidos             | 1 401  | 1,85 / 100,00   | 0,10 |
| Total                   | Total                       | 75 695 | 100,00 / 100,00 |      |
| Eleitorado/Participação | Eleitorado/Participação     | 89 882 | 84,22 / 100,00  | 5,58 |

### Lousada
| Partido                 | Partido                     | Votos  | %               | +/-   |
| ----------------------- | --------------------------- | ------ | --------------- | ----- |
|                         | Partido Socialista          | 8 844  | 47,00 / 100,00  | 12,49 |
|                         | Partido Social Democrata    | 5 216  | 27,72 / 100,00  | -     |
|                         | Centro Democrático e Social | 2 048  | 10,88 / 100,00  | -     |
|                         | Aliança Povo Unido          | 1 590  | 8,45 / 100,00   | 1,08  |
|                         | Outros                      | 714    | 3,80 / 100,00   |       |
| Votos Inválidos         | Votos Inválidos             | 407    | 2,17 / 100,00   | 0,19  |
| Total                   | Total                       | 18 819 | 100,00 / 100,00 |       |
| Eleitorado/Participação | Eleitorado/Participação     | 23 282 | 80,83 / 100,00  | 7,87  |

### Maia
| Partido                 | Partido                     | Votos  | %               | +/-  |
| ----------------------- | --------------------------- | ------ | --------------- | ---- |
|                         | Partido Socialista          | 21 187 | 46,13 / 100,00  | 7,89 |
|                         | Partido Social Democrata    | 10 333 | 22,50 / 100,00  | -    |
|                         | Aliança Povo Unido          | 6 563  | 14,29 / 100,00  | 2,04 |
|                         | Centro Democrático e Social | 5 664  | 12,33 / 100,00  | -    |
|                         | Outros                      | 1 241  | 2,70 / 100,00   |      |
| Votos Inválidos         | Votos Inválidos             | 944    | 2,05 / 100,00   | 0,32 |
| Total                   | Total                       | 45 932 | 100,00 / 100,00 |      |
| Eleitorado/Participação | Eleitorado/Participação     | 56 045 | 81,96 / 100,00  | 7,35 |

### Marco de Canaveses
| Partido                 | Partido                      | Votos  | %               | +/-   |
| ----------------------- | ---------------------------- | ------ | --------------- | ----- |
|                         | Partido Socialista           | 9 082  | 41,07 / 100,00  | 13,29 |
|                         | Partido Social Democrata     | 7 748  | 35,04 / 100,00  | -     |
|                         | Centro Democrático e Social  | 2 599  | 11,75 / 100,00  | -     |
|                         | Aliança Povo Unido           | 1 215  | 5,49 / 100,00   | 0,03  |
|                         | Partido da Democracia Cristã | 280    | 1,27 / 100,00   | 1,06  |
|                         | Outros                       | 709    | 3,20 / 100,00   |       |
| Votos Inválidos         | Votos Inválidos              | 479    | 2,17 / 100,00   | 1,28  |
| Total                   | Total                        | 22 112 | 100,00 / 100,00 |       |
| Eleitorado/Participação | Eleitorado/Participação      | 28 567 | 77,40 / 100,00  | 8,50  |

### Matosinhos
| Partido                 | Partido                     | Votos  | %               | +/-  |
| ----------------------- | --------------------------- | ------ | --------------- | ---- |
|                         | Partido Socialista          | 40 166 | 49,52 / 100,00  | 7,27 |
|                         | Partido Social Democrata    | 17 648 | 21,76 / 100,00  | -    |
|                         | Aliança Povo Unido          | 12 427 | 15,32 / 100,00  | 1,99 |
|                         | Centro Democrático e Social | 7 568  | 9,33 / 100,00   | -    |
|                         | Outros                      | 1 897  | 2,34 / 100,00   |      |
| Votos Inválidos         | Votos Inválidos             | 1 407  | 1,74 / 100,00   | 0,17 |
| Total                   | Total                       | 81 113 | 100,00 / 100,00 |      |
| Eleitorado/Participação | Eleitorado/Participação     | 97 222 | 83,43 / 100,00  | 6,18 |

### Paços de Ferreira
| Partido                 | Partido                      | Votos  | %               | +/-   |
| ----------------------- | ---------------------------- | ------ | --------------- | ----- |
|                         | Partido Socialista           | 7 500  | 36,48 / 100,00  | 13,10 |
|                         | Partido Social Democrata     | 7 121  | 34,63 / 100,00  | -     |
|                         | Centro Democrático e Social  | 3 397  | 16,52 / 100,00  | -     |
|                         | Aliança Povo Unido           | 1 647  | 8,01 / 100,00   | 0,16  |
|                         | Partido da Democracia Cristã | 220    | 1,07 / 100,00   | 0,86  |
|                         | Outros                       | 379    | 1,86 / 100,00   |       |
| Votos Inválidos         | Votos Inválidos              | 298    | 1,45 / 100,00   | 0,24  |
| Total                   | Total                        | 20 562 | 100,00 / 100,00 |       |
| Eleitorado/Participação | Eleitorado/Participação      | 25 452 | 80,79 / 100,00  | 8,51  |

### Paredes
| Partido                 | Partido                      | Votos  | %               | +/-   |
| ----------------------- | ---------------------------- | ------ | --------------- | ----- |
|                         | Partido Socialista           | 11 969 | 36,09 / 100,00  | 11,89 |
|                         | Partido Social Democrata     | 9 678  | 29,18 / 100,00  | -     |
|                         | Centro Democrático e Social  | 7 230  | 21,80 / 100,00  | -     |
|                         | Aliança Povo Unido           | 2 556  | 7,71 / 100,00   | 0,27  |
|                         | Partido da Democracia Cristã | 348    | 1,05 / 100,00   | 0,82  |
|                         | Outros                       | 657    | 1,97 / 100,00   |       |
| Votos Inválidos         | Votos Inválidos              | 724    | 2,18 / 100,00   | 0,24  |
| Total                   | Total                        | 33 162 | 100,00 / 100,00 |       |
| Eleitorado/Participação | Eleitorado/Participação      | 40 264 | 82,36 / 100,00  | 7,05  |

### Penafiel
| Partido                 | Partido                      | Votos  | %               | +/-   |
| ----------------------- | ---------------------------- | ------ | --------------- | ----- |
|                         | Partido Socialista           | 13 431 | 41,24 / 100,00  | 12,63 |
|                         | Partido Social Democrata     | 9 842  | 30,22 / 100,00  | -     |
|                         | Centro Democrático e Social  | 4 271  | 13,12 / 100,00  | -     |
|                         | Aliança Povo Unido           | 3 121  | 9,58 / 100,00   | 1,07  |
|                         | Partido da Democracia Cristã | 336    | 1,03 / 100,00   | 0,80  |
|                         | Outros                       | 819    | 2,52 / 100,00   |       |
| Votos Inválidos         | Votos Inválidos              | 744    | 2,28 / 100,00   | 0,63  |
| Total                   | Total                        | 32 564 | 100,00 / 100,00 |       |
| Eleitorado/Participação | Eleitorado/Participação      | 39 375 | 82,70 / 100,00  | 6,95  |

### Porto
| Partido                 | Partido                     | Votos   | %               | +/-  |
| ----------------------- | --------------------------- | ------- | --------------- | ---- |
|                         | Partido Socialista          | 79 775  | 37,47 / 100,00  | 5,58 |
|                         | Partido Social Democrata    | 57 349  | 26,98 / 100,00  | -    |
|                         | Aliança Povo Unido          | 36 475  | 17,13 / 100,00  | 2,31 |
|                         | Centro Democrático e Social | 30 431  | 14,29 / 100,00  | -    |
|                         | UDP-PSR                     | 2 713   | 1,27 / 100,00   | 1,29 |
|                         | Outros                      | 2 907   | 1,37 / 100,00   |      |
| Votos Inválidos         | Votos Inválidos             | 3 178   | 1,49 / 100,00   | 0,24 |
| Total                   | Total                       | 212 918 | 100,00 / 100,00 |      |
| Eleitorado/Participação | Eleitorado/Participação     | 257 157 | 82,80 / 100,00  | 6,99 |

### Póvoa de Varzim
| Partido                 | Partido                     | Votos  | %               | +/-  |
| ----------------------- | --------------------------- | ------ | --------------- | ---- |
|                         | Partido Socialista          | 9 366  | 33,03 / 100,00  | 9,29 |
|                         | Partido Social Democrata    | 8 903  | 31,40 / 100,00  | -    |
|                         | Centro Democrático e Social | 6 291  | 22,19 / 100,00  | -    |
|                         | Aliança Povo Unido          | 2 630  | 9,28 / 100,00   | 0,90 |
|                         | Outros                      | 580    | 2,04 / 100,00   |      |
| Votos Inválidos         | Votos Inválidos             | 585    | 2,07 / 100,00   | 0,34 |
| Total                   | Total                       | 28 355 | 100,00 / 100,00 |      |
| Eleitorado/Participação | Eleitorado/Participação     | 35 327 | 80,26 / 100,00  | 7,65 |

### Santo Tirso
| Partido                 | Partido                     | Votos  | %               | +/-   |
| ----------------------- | --------------------------- | ------ | --------------- | ----- |
|                         | Partido Socialista          | 26 081 | 48,61 / 100,00  | 12,29 |
|                         | Partido Social Democrata    | 12 314 | 22,95 / 100,00  | -     |
|                         | Centro Democrático e Social | 7 208  | 13,44 / 100,00  | -     |
|                         | Aliança Povo Unido          | 5 376  | 10,02 / 100,00  | 1,66  |
|                         | Outros                      | 1 601  | 2,99 / 100,00   |       |
| Votos Inválidos         | Votos Inválidos             | 1 069  | 1,99 / 100,00   | 0,03  |
| Total                   | Total                       | 53 649 | 100,00 / 100,00 |       |
| Eleitorado/Participação | Eleitorado/Participação     | 66 380 | 80,82 / 100,00  | 9,00  |

### Valongo
| Partido                 | Partido                     | Votos  | %               | +/-  |
| ----------------------- | --------------------------- | ------ | --------------- | ---- |
|                         | Partido Socialista          | 16 529 | 47,19 / 100,00  | 8,33 |
|                         | Partido Social Democrata    | 8 236  | 23,51 / 100,00  | -    |
|                         | Aliança Povo Unido          | 5 166  | 14,75 / 100,00  | 2,21 |
|                         | Centro Democrático e Social | 3 524  | 10,06 / 100,00  | -    |
|                         | Outros                      | 922    | 2,63 / 100,00   |      |
| Votos Inválidos         | Votos Inválidos             | 652    | 1,86 / 100,00   | 0,10 |
| Total                   | Total                       | 35 029 | 100,00 / 100,00 |      |
| Eleitorado/Participação | Eleitorado/Participação     | 42 072 | 83,26 / 100,00  | 6,52 |

### Vila do Conde
| Partido                 | Partido                     | Votos  | %               | +/-   |
| ----------------------- | --------------------------- | ------ | --------------- | ----- |
|                         | Partido Socialista          | 16 227 | 46,55 / 100,00  | 11,13 |
|                         | Partido Social Democrata    | 8 909  | 25,56 / 100,00  | -     |
|                         | Centro Democrático e Social | 4 550  | 13,05 / 100,00  | -     |
|                         | Aliança Povo Unido          | 3 690  | 10,59 / 100,00  | 1,41  |
|                         | Outros                      | 817    | 2,34 / 100,00   |       |
| Votos Inválidos         | Votos Inválidos             | 663    | 1,90 / 100,00   | 0,07  |
| Total                   | Total                       | 34 856 | 100,00 / 100,00 |       |
| Eleitorado/Participação | Eleitorado/Participação     | 42 208 | 82,58 / 100,00  | 5,92  |

### Vila Nova de Gaia
| Partido                 | Partido                     | Votos   | %               | +/-  |
| ----------------------- | --------------------------- | ------- | --------------- | ---- |
|                         | Partido Socialista          | 61 668  | 45,93 / 100,00  | 8,07 |
|                         | Partido Social Democrata    | 33 876  | 25,23 / 100,00  | -    |
|                         | Aliança Povo Unido          | 19 536  | 14,55 / 100,00  | 1,86 |
|                         | Centro Democrático e Social | 13 113  | 9,77 / 100,00   | -    |
|                         | Outros                      | 3 474   | 2,59 / 100,00   |      |
| Votos Inválidos         | Votos Inválidos             | 2 587   | 1,93 / 100,00   | 0,17 |
| Total                   | Total                       | 134 254 | 100,00 / 100,00 |      |
| Eleitorado/Participação | Eleitorado/Participação     | 161 127 | 83,32 / 100,00  | 6,63 |